# 김윤일 (1965년)
김윤일(金錀溢, 1965년 1월 27일 ~ )은 대한민국의 행정공무원이다.

## 학력
- 서울대학교 법학 학사
- 부산대학교 행정대학원 석사
- 동아대학교 대학원 국제법무학 박사

## 경력
- 1992 행정사무관 임용
- 2012.01 부산광역시청 중앙공무원교육원 파견
- 2015.01 ~ 2015.06 부산광역시청 청년정책지원단 단장
- 2015.07 ~ 2016.12 부산광역시청 신성장산업국 국장
- 2017.01 ~ 2017.12 제26대 부산광역시 북구 부구청장
- 2018.01 ~ 2018.06 부산광역시청 문화관광국 국장
- 2018.08 ~ 2019.12 부산광역시청 문화복지진흥실 실장
- 2019.01 ~ 2021.04 부산광역시청 일자리경제실 실장
- 2019.11 ~ 2019.12 부산광역시 경제부시장 직무대행
- 2020.04 ~ 2020.04 부산광역시 경제부시장 직무대행
- 2021.01 ~ 2021.04 부산광역시 경제부시장 직무대행
- 2021.04 ~ 2022.05 제45대 부산광역시 경제부시장
- 2022.05 ~ 2022.08 대통령비서실 정책조정기획관실 미래전략비서관
- 2022.08 ~ 2022.09 대통령비서실 미래전략기획관실 미래전략비서관
- 2022.09 ~ 2023.11 대통령비서실 미래전략기획관실 미래정책비서관
- 2024.06 ~ 한국증권금융 감사위원